# Yuma Proving Ground
Yuma Proving Ground ist mit 3.367 km² eines der größten Militärgelände der Welt. Es befindet sich im US-Bundesstaat Arizona im Yuma County und im La Paz County und gehört der US Army. Weil das Gelände etwa auf Höhe des Meeresspiegels liegt, ist es besonders für Übungen mit Hubschraubern geeignet. Hier trainieren regelmäßig Teile des US Special Operations Command, z. B. die Green Berets.
Der Yuma Proving Ground wird von der amerikanischen Zensusstelle als Census-designated place definiert, was bedeutet, dass für den Ort Bevölkerungsdaten erhoben werden. Zum United States Census 2020 lebten demnach 313 Menschen am Yuma Proving Ground.

## Stationierte Einheiten und Einrichtungen
Auf dem Gelände befindet sich die Joint Military Freefall School, die zentrale teilstreitkräfteübergreifende Fallschirmsprungschule für besondere militärische Sprungtechniken, wie HALO und HAHO.
Ferner ist hier ein Combat Training Range Detachment (CTR DET) des Naval Special Warfare Center (NSWC) des US Naval Special Warfare Command (NAVSPECWARCOM) stationiert.